# Ministeri de Justícia de Luxemburg
El Ministeri de Justícia de Luxemburg (en francès: Ministère de la Justice) és l'òrgan del gabinet de Luxemburg encarregat, entre altres competències, de la Policia Gran Ducal, les presons, l'extradició, els jocs d'atzar, i el bon funcionament del poder judicial.
La posició del Ministre de Justícia ha estat d'existència contínua des de la promulgació de la primera constitució de Luxemburg, el 1848. Originàriament, la justícia estava dintre de l'àmbit de la competència de l'Administrador General d'Afers Estrangers, Justícia i Religió (Administrateur general des Affaires étrangères, de la Justice et des Cultes), però la justícia es va separar d'aquesta oficina el 23 de setembre de 1853.
Des del 24 de març de 1936, el títol de Ministre de Justícia ha estat oficial, encara que el càrrec havia estat extraoficialment conegut per aquest nom des de la seva creació. Des de la fundació del càrrec fins a 28 de novembre 1857, el Ministre va tenir per títol el d'«Administrador General». A partir de 1857 fins a 1936, va ser conegut amb el títol de «Director General».

## Llista de ministres de Justícia
| Ministre               | Ministre                               | Partit | Data inici             | Data fi                | Primer Ministre        |  |
| ---------------------- | -------------------------------------- | ------ | ---------------------- | ---------------------- | ---------------------- |  |
|                        | Gaspard-Théodore-Ignace de la Fontaine | No     | 1 d'agost de 1848      | 2 de desembre de 1848  | GTI de la Fontaine     |  |
|                        | Jean-Jacques Willmar                   | No     | 2 de desembre de 1848  | 23 de setembre de 1853 | Jean-Jacques Willmar   |  |
|                        | François-Xavier Wurth-Paquet           | No     | 23 de setembre de 1853 | 24 de maig de 1856     | Charles-Mathias Simons |  |
|                        | Charles-Gérard Eyschen                 | No     | 24 de maig de 1856     | 29 de novembre de 1857 | Charles-Mathias Simons |  |
|                        | Guillaume-Mathias Augustin             | No     | 29 de novembre de 1857 | 23 de juny de 1859     | Charles-Mathias Simons |  |
|                        | Charles-Mathias Simons                 | No     | 23 de juny de 1859     | 15 de juliol de 1859   | Charles-Mathias Simons |  |
|                        | Édouard Thilges                        | No     | 15 de juliol de 1859   | 26 de setembre de 1860 | Charles-Mathias Simons |  |
|                        | Michel Jonas                           | No     | 26 de setembre de 1860 | 9 de setembre de 1863  | Baró de Tornaco        |  |
|                        | Bernard-Hubert Neuman                  | No     | 9 de setembre de 1863  | 31 de març de 1864     | Baró de Tornaco        |  |
|                        | Henri Vannérus (1r mandat)             | No     | 31 de març de 1864     | 3 de desembre de 1866  | Baró de Tornaco        |  |
|                        | Léon de la Fontaine                    | No     | 3 de desembre de 1866  | 17 de juny de 1867     | Baró de Tornaco        |  |
|                        | Henri Vannérus (2n mandat)             | No     | 17 de juny de 1867     | 26 de desembre de 1874 | Emmanuel Servais       |  |
|                        | Alphonse Funck                         | No     | 26 de desembre de 1874 | 20 d'abril de 1876     | Baró de Blochausen     |  |
|                        | Paul Eyschen                           | No     | 20 d'abril de 1876     | 20 de febrer de 1885   | Baró de Blochausen     |  |
| 20 de febrer de 1885   | Paul Eyschen                           | No     | 22 de setembre de 1888 | Édouard Thilges        |                        |  |
| 22 de setembre de 1888 | Paul Eyschen                           | No     | 3 de març de 1915      | Paul Eyschen           |                        |  |
|                        | Victor Thorn (1r mandat)               | No     | 3 de març de 1915      | Paul Eyschen           | 12 d'octubre de 1915   |  |
| 12 d'octubre de 1915   | Victor Thorn (1r mandat)               | No     | 6 de novembre de 1915  | Mathias Mongenast      |                        |  |
|                        | Jean-Baptiste Sax                      | No     | 6 de novembre de 1915  | 24 de febrer de 1916   | Hubert Loutsch         |  |
|                        | Victor Thorn (2n mandat)               | No     | 24 de febrer de 1916   | 19 de juny de 1917     | Victor Thorn           |  |
|                        | Léon Moutrier                          | LL     | 19 de juny de 1917     | 28 de setembre de 1918 | Léon Kauffman          |  |
|                        | Auguste Liesch                         | LL     | 28 de setembre de 1918 | 15 d'abril de 1921     | Émile Reuter           |  |
|                        | Guillaume Leidenbach                   | PD     | 15 d'abril de 1921     | 14 d'abril de 1923     | Émile Reuter           |  |
|                        | Joseph Bech                            | PD     | 14 d'abril de 1923     | 20 de març de 1925     | Émile Reuter           |  |
|                        | Norbert Dumont                         | PRS    | 20 de març de 1925     | 16 de juliol de 1926   | Pierre Prüm            |  |
|                        | Norbert Dumont                         | PRS    | 16 de juliol de 1926   | 27 de desembre de 1936 | Joseph Bech            |  |
|                        | Étienne Schmit                         | PRL    | 27 de desembre de 1936 | 5 dse novembre de 1937 | Joseph Bech            |  |
|                        | René Blum                              | POS    | 5 de novembre de 1937  | 6 d'abril de 1940      | Pierre Dupong          |  |
|                        | Victor Bodson (1r mandat)              | POS    | 6 d'abril de 1940      | 23 de novembre de 1945 | Pierre Dupong          |  |
|                        | Victor Bodson (1r mandat)              | LSAP   | 23 de novembre de 1945 | 1 de març de 1947      | Pierre Dupong          |  |
|                        | Eugène Schaus (1r mandat)              | GPD    | 1 de març de 1947      | 3 de juliol de 1951    | Pierre Dupong          |  |
|                        | Victor Bodson (2n mandat)              | LSAP   | 3 de juliol de 1951    | 23 de desembre de 1953 | Pierre Dupong          |  |
| 23 de desembre de 1953 | Victor Bodson (2n mandat)              | LSAP   | 29 de març de 1958     | Joseph Bech            |                        |  |
| 29 de març de 1958     | Victor Bodson (2n mandat)              | LSAP   | 2 de març de 1959      | Pierre Frieden         |                        |  |
|                        | Pierre Werner                          | CSV    | 2 de març de 1959      | 3 de gener de 1967     | Pierre Werner          |  |
|                        | Jean Dupong                            | CSV    | 3 de gener de 1967     | 6 de febrer de 1969    | Pierre Werner          |  |
|                        | Eugène Schaus (2n mandat)              | DP     | 6 de febrer de 1969    | 15 de juny de 1974     | Pierre Werner          |  |
|                        | Robert Krieps (1r mandat)              | LSAP   | 15 de juny de 1974     | 16 de juliol de 1979   | Gaston Thorn           |  |
|                        | Gaston Thorn                           | DP     | 16 de juliol de 1979   | 22 de novembre de 1980 | Pierre Werner          |  |
|                        | Colette Flesch                         | DP     | 22 de novembre de 1980 | 20 de juliol de 1984   | Pierre Werner          |  |
|                        | Robert Krieps (2n mandat)              | LSAP   | 20 de juliol de 1984   | 14 de juliol de 1989   | Jacques Santer         |  |
|                        | Marc Fischbach                         | CSV    | 14 de juliol de 1989   | 26 de gener de 1995    | Jacques Santer         |  |
| 26 de gener de 1995    | Marc Fischbach                         | CSV    | 30 de gener de 1998    | Jean-Claude Juncker    |                        |  |
|                        | Luc Frieden                            | CSV    | 30 de gener de 1998    | Jean-Claude Juncker    | 23 de juliol de 2009   |  |
|                        | François Biltgen                       | CSV    | 23 de juliol de 2009   | Jean-Claude Juncker    | 30 d'abril de 2013     |  |
|                        | Octavie Modert                         | CSV    | 30 d'abril de 2013     | Jean-Claude Juncker    | 4 de desembre de 2013  |  |
|                        | Felix Braz                             | DG     | 4 de desembre de 2013  | 6 de septembre de 2019 | Xavier Bettel          |  |
|                        | Sam Tanson                             | DG     | 6 de septembre de 2019 | 17 de novembre de 2023 | Xavier Bettel          |  |
|                        | Elisabeth Margue                       | CSV    | 17 de novembre de 2023 |                        | Luc Frieden            |  |